# Mary H. Herbert
Mary Houser Herbert (* 1957 in Ohio) ist eine US-amerikanische Fantasy-Autorin.

## Biografie
Schon während ihrer Schulzeit und während des Studiums in Montana (Wyoming) und Oxford schrieb Mary H. Herbert phantastische Kurzgeschichten. Sie lebt mit ihrem Mann, zwei Kindern und vielen Haustieren in Georgia.

## Werke

### Die Gabria-Saga (Dark Horse)
1. Die letzte Zauberin, 2002, ISBN 3-453-53066-7, (Dark Horse 1990, Lightning's Daughter 1991)
2. Die Tochter der Zauberin, 2003, ISBN 3-453-52155-2, (City of the Sorcerers 1994, Winged Magic 1996)
3. Valorians Kinder, 2004, ISBN 3-453-52203-6, (Valorian 1993)
4. Die dunkle Zauberin, 2007, ISBN 3-453-52174-9, (Dark Goddess 2007)
5. Das Erbe der Zauberin, 2008, ISBN 3-453-52453-5, (Drinker of Fire 2008)

### Aus der Welt der Drachenlanze
- Die Nacht der Drachenlanze, Band 3: Die schwarzen Ritter 2001(Legacy of Steel 1998)